# Isakssonstjärnen
Isakssonstjärnen är en sjö i Vilhelmina kommun i Lappland och ingår i Ångermanälvens huvudavrinningsområde. Sjön har en area på 0,0507 kvadratkilometer och ligger 778,6 meter över havet. Isakssonstjärnen ligger i Gitsfjället Natura 2000-område.

## Delavrinningsområde
Isakssonstjärnen ingår i det delavrinningsområde (719600-148753) som SMHI kallar för Mynnar i Gaskalite. Medelhöjden är 820 meter över havet och ytan är 19,56 kvadratkilometer. Det finns inga avrinningsområden uppströms utan avrinningsområdet är högsta punkten. Vattendraget som avvattnar avrinningsområdet har biflödesordning 2, vilket innebär att vattnet flödar genom totalt 2 vattendrag innan det når havet efter 339 kilometer. Avrinningsområdet består mestadels av skog (24 procent) och kalfjäll (75 procent). Avrinningsområdet har 0,12 kvadratkilometer vattenytor vilket ger det en sjöprocent på 0,6 procent.